# Charles S. Sperry

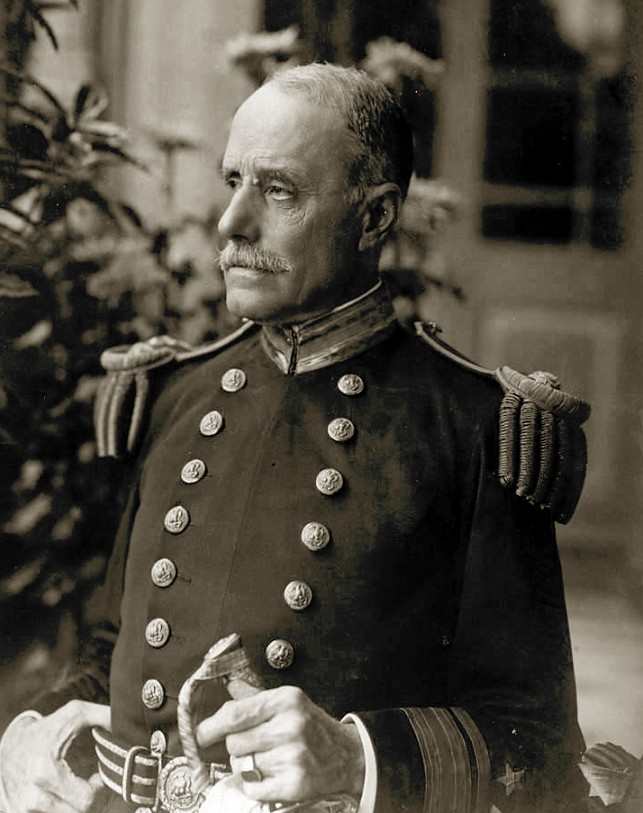
Admiral Sperry (1908)

Charles Stillman Sperry, USN, (* 3. September 1847 in Brooklyn, New York; † 1. Februar 1911 in Washington, D.C.) war ein US-amerikanischer Konteradmiral.
Sperry schloss 1866 die Marineakademie in Annapolis, Maryland, als Zehntbester von 73 Schülern ab. Im November 1898 wurde er Kommandierender Offizier der USS Yorktown und diente danach als höherer Offizier des Südgeschwaders der Asienstation und Präsident des Naval War College. Zum Konteradmiral ernannt war er Mitglied der amerikanischen Delegation bei den Verhandlungen zur Revision der Genfer Konvention 1906 und bei der zweiten Internationalen Friedenskonferenz in Den Haag ein Jahr später.
Als Befehlshaber der Battle Fleet führte er nach dem krankheitsbedingten Ausscheiden seines Vorgängers Konteradmiral Robley D. Evans die Große Weiße Flotte auf ihrer Reise um die Welt.
Admiral Sperry ging am 3. September 1909 in den Ruhestand, wurde aber danach noch einmal für spezielle Aufgaben reaktiviert. Er starb am 1. Februar 1911 in Washington, D.C.
Der 1944 vom Stapel gelaufene und 1973 außer Dienst gestellte Zerstörer Charles S. Sperry war nach ihm benannt.